# Cydonia (Mars)
Cydonia är en region på planeten Mars norra hemisfär, som har dragit till sig uppmärksamhet på grund av synbarligen formade klippor i området Cydonia Mensae. Namnet är taget från albedoformationen som syntes från jordbundna teleskop. Regionen gränsar till Acidalia Planitia och Arabia Terra.
Regionen inkluderar Cydonia Mensae, ett område med till toppen slätna mesa(landform)liknande klippor; Cydonia Colles, ett område med små klippor och berg; och Cydonia Labyrinthus, ett komplex av korsande dalar. Liksom andra albedoformationer på Mars togs namnet för Cydonia från den klassiska antikviteten, i detta fall från Kydonia, en historisk polis (stadsstat) på ön Kreta.

## Ansiktet på Mars

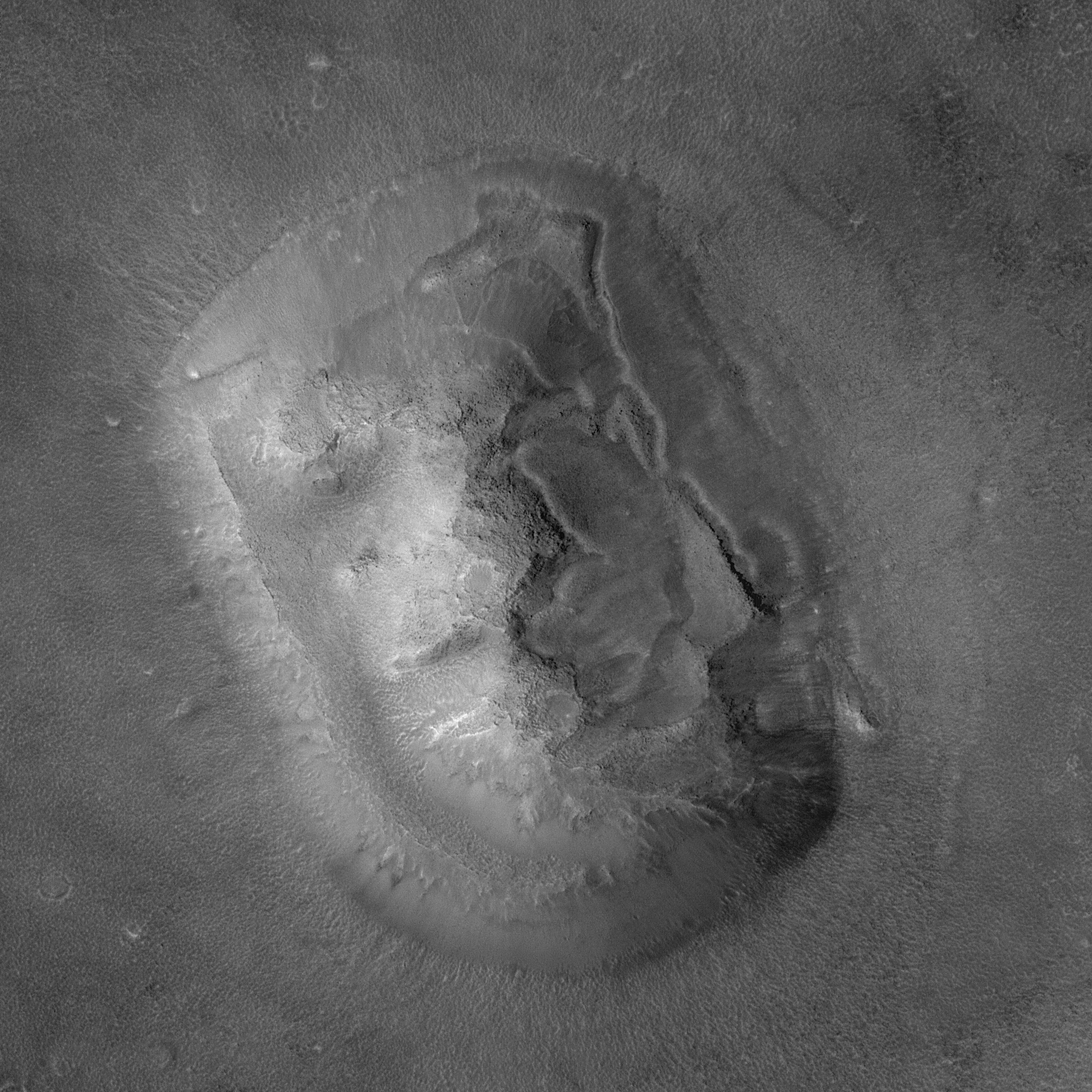
Mars Orbital Cameras bild av "ansiktet" år 2001.

Cydonia är mest känt för en klippa som i ett foto från 1976 liknade ett mänskligt ansikte, som befinner sig i området Cydonia Mensae, halvvägs mellan kratrarna Arandas och Bamberg. När fotot släpptes fick det en del att bilda teorier om antika civilisationer på Mars, som skulle ha byggt det som en skulptur, men senare bilder från NASA visade att likheten med ett ansikte bara var på grund av skuggor och vår benägenhet att söka efter ansikten (pareidoli).